# Associazione Calcio Monza 1931-1932
Questa voce raccoglie le informazioni riguardanti l'Associazione Calcio Monza nelle competizioni ufficiali della stagione 1931-1932.

## Stagione
Nella stagione 1931-1932 il presidente del Monza è per la terza stagione consecutiva dell'avvocato Gaetano Ciceri. Sarà anche l'ultima stagione del Monza con i colori e le maglie biancocelesti. 
L'attacco brianzolo risulterà il terzo del campionato, con 17 reti il miglior marcatore di stagione è Giovanni Arosio, discreto anche il bottino di 9 reti di Emilio Ravera.

## Rosa
| N. |                   | Ruolo | Calciatore         |
| -- | ----------------- | ----- | ------------------ |
|    | Italia (bandiera) | A     | Giovanni Arosio    |
|    | Italia (bandiera) | A     | Luigi Beretta      |
|    | Italia (bandiera) | C     | Guido Casiraghi    |
|    | Italia (bandiera) | D     | Luigi Colombo (II) |
|    | Italia (bandiera) | D     | Edmondo Corradi    |
|    | Italia (bandiera) | A     | Renzo Crespi       |
|    | Italia (bandiera) | C     | Giovanni Farina    |
|    | Italia (bandiera) | A     | Ferruccio Francia  |
|    | Italia (bandiera) | P     | Francesco Frigerio |
|    | Italia (bandiera) | A     | Paolo Leoni        |

| N. |                   | Ruolo | Calciatore         |
| -- | ----------------- | ----- | ------------------ |
|    | Italia (bandiera) | D     | Rino Meda          |
|    | Italia (bandiera) | A     | Adriano Meschia    |
|    | Italia (bandiera) | C     | Camillo Moioli     |
|    | Italia (bandiera) | A     | Emilio Ravera      |
|    | Italia (bandiera) | C     | Emilio Riva (II)   |
|    | Italia (bandiera) | C     | Mario Riva (I)     |
|    | Italia (bandiera) | A     | Carlo Rovelli      |
|    | Italia (bandiera) | P     | Giulio Sironi      |
|    | Italia (bandiera) | A     | Guido Valli        |
|    | Italia (bandiera) | C     | Giacomo Villa (II) |

## Risultati

### Girone di andata
| Arbitro: | Montà (Torino) |

|                                       |           |                                             |
| Crespi 15’ Colombo II 36’, 72’ (rig.) | Marcatori | 55’ Tessiora 62’, 70’ Fenini 83’ Renoldi II |

| Arbitro: | Bertolio (Torino) |

|                                      |           |  |
| Frazzei 62’ Filippini 79’ Farina 85’ | Marcatori |  |

| Arbitro: | Collina (Savona) |

|                                                               |           |                 |
| Arosio 39’, 46’, 55’ Villa II 47’ Crespi 67’, 78’ Riva II 89’ | Marcatori | 84’ (rig.) Tibi |

| Arbitro: | Taddei (Reggio Emilia) |

|                              |           |            |
| Lorenzini 51’ Pedrazzini 87’ | Marcatori | 32’ Ravera |

| Arbitro: | Pessato (Monfalcone) |

|                                    |           |            |
| Brezzi 6’ Cervilli 60’ Moretti 66’ | Marcatori | 79’ Arosio |

| Arbitro: | Peluffo (Savona) |

|                                  |           |                          |
| Arosio 8’ Ravera 25’ Beretta 49’ | Marcatori | 26’ Ghezzola 87’ Voltini |

| Arbitro: | Mazza (Genova) |

|  |           |            |
|  | Marcatori | 18’ Ravera |

| 29 novembre 1931 8ª giornata |  | – Turno di riposo |  |  |

| Arbitro: | Ubiali (Bergamo) |

|            |           |              |
| Riva I 75’ | Marcatori | 15’ Candiani |

| Arbitro: | Bonivento (Venezia) |

|  |           |                    |
|  | Marcatori | 36’ (rig.) Beretta |

| Arbitro: | Ceccherini (Pisa) |

|            |           |  |
| Riva I 90’ | Marcatori |  |

| Arbitro: | Plevani (Brescia) |

|                     |           |                                 |
| Canavesi 26’ (rig.) | Marcatori | 5’ Beretta 51’ Arosio 82’ Valli |

| Arbitro: | Bonivento (Venezia) |

|                                               |           |                  |
| Arosio 29’, 36’ Riva II 40’ (rig.) Ravera 85’ | Marcatori | 57’ Chierichetti |

| Arbitro: | Barlassina (Novara) |

|                                                |           |             |
| Poggia 2’ Martinella 30’ Colombo II 75’ (aut.) | Marcatori | 35’ Beretta |

| Arbitro: | Scotto (Savona) |

|             |           |  |
| Beretta 48’ | Marcatori |  |

### Girone di ritorno
| Arbitro: | Bolla (Savona) |

|             |           |  |
| Renoldi 63’ | Marcatori |  |

| Arbitro: | Collina (Savona) |

|                        |           |  |
| Riva I 60’, 75’ (rig.) | Marcatori |  |

| Arbitro: | Cugnini (Ancona) |

|                         |           |                              |
| Rinaldi 31’ Colombo 69’ | Marcatori | 3’ Ravera 56’ Emilio Riva II |

| Arbitro: | Brisca (Novara) |

|                                  |           |                           |
| Colombo II 53’ (rig.) Arosio 86’ | Marcatori | 68’ (rig.) Vico Subinaghi |

| Arbitro: | Turbiani (Ferrara) |

|                |           |  |
| Arosio 9’, 54’ | Marcatori |  |

| Crema 13 marzo 1932 21ª giornata | Crema               | 0 – 0 | Monza | Stadio Giuseppe Voltini\| Arbitro: \| Pavanello (Venezia) \| |
| Arbitro:                         | Pavanello (Venezia) |       |       |                                                              |

| Arbitro: | Levrero (Genova) |

|                      |           |  |
| Valli 15’ Ravera 51’ | Marcatori |  |

| 3 aprile 1932 23ª giornata |  | – Turno di riposo |  |  |

| Arbitro: | Gianelli (Genova) |

|           |           |            |
| Fatti 60’ | Marcatori | 88’ Riva I |

| Arbitro: | Pasinato (Venezia) |

|                                                               |           |             |
| Arosio 6’, 72’, 85’ Riva I 22’ (rig.) Villa II 88’ Farina 90’ | Marcatori | 49’ Artaldi |

| Arbitro: | Sardi (Genova) |

|                     |           |  |
| Cornolti 71’ (rig.) | Marcatori |  |

| Arbitro: | Sansoni (Venezia) |

|                                       |           |                      |
| Colombo II 44’ (rig.) Ravera 46’, 47’ | Marcatori | 1’ (aut.) Colombo II |

| Arbitro: | D'Alessandro (Vercelli) |

|                   |           |                      |
| Lattuada 14’, 43’ | Marcatori | 20’ Arosio 35’ Valli |

| Arbitro: | Mazza (Genova) |

|                                                   |           |  |
| Riva I 44’ (rig.) Ravera 69’ Arosio 81’ Leoni 88’ | Marcatori |  |

| Arbitro: | Zelocchi (Modena) |

|                             |           |            |
| Pedrani 47’ Tedeschi II 63’ | Marcatori | 82’ Arosio |

## Statistiche

### Statistiche di squadra
| Competizione    | Punti | In casa | In casa | In casa | In casa | In casa | In casa | In trasferta | In trasferta | In trasferta | In trasferta | In trasferta | In trasferta | Totale | Totale | Totale | Totale | Totale | Totale | DR  |
| Competizione    | Punti | G       | V       | N       | P       | Gf      | Gs      | G            | V            | N            | P            | Gf           | Gs           | G      | V      | N      | P      | Gf     | Gs     | DR  |
| --------------- | ----- | ------- | ------- | ------- | ------- | ------- | ------- | ------------ | ------------ | ------------ | ------------ | ------------ | ------------ | ------ | ------ | ------ | ------ | ------ | ------ | --- |
| Prima Divisione | 35    | 14      | 12      | 1       | 1       | 41      | 12      | 14           | 3            | 4            | 7            | 14           | 21           | 22     | 15     | 5      | 8      | 55     | 33     | +22 |

### Statistiche dei giocatori
| Giocatore    | Prima Divisione | Prima Divisione |
| Giocatore    | Presenze        | Reti            |
| ------------ | --------------- | --------------- |
| G. Arosio    | 27              | 17              |
| L. Beretta   | 14              | 5               |
| G. Casiraghi | 3               | 0               |
| L. Colombo   | 27              | 4               |
| E. Corradi   | 20              | 0               |
| R. Crespi    | 14              | 3               |
| G. Farina    | 3               | 1               |
| F. Francia   | 1               | 0               |
| F. Frigerio  | 1               | -4              |
| P. Leoni     | 11              | 1               |
| R. Meda      | 1               | 0               |
| A. Meschia   | 8               | 0               |
| C. Moioli    | 28              | 0               |
| E. Ravera    | 23              | 9               |
| M. Riva      | 28              | 7               |
| E. Riva      | 17              | 3               |
| C. Rovelli   | 3               | 0               |
| G. Sironi    | 27              | -29             |
| G. Valli     | 26              | 3               |
| G. Villa     | 28              | 2               |

## Arrivi e partenze
| Acquisti | Acquisti           | Acquisti        | Acquisti   |
| R.       | Nome               | da              | Modalità   |
| -------- | ------------------ | --------------- | ---------- |
| A        | Luigi Beretta      | Monza           | riserve    |
| A        | Ferruccio Francia  | ???             | svincolato |
| P        | Francesco Frigerio | Monza           | riserve    |
| A        | Camillo Moioli     | Audax et Fortis | definitivo |
| A        | Emilio Ravera      | ???             | definitivo |

| Cessioni | Cessioni         | Cessioni         | Cessioni   |
| R.       | Nome             | a                | Modalità   |
| -------- | ---------------- | ---------------- | ---------- |
| D        | Giacomo Bosco    | ???              | definitivo |
| A        | Pietro Lorenzini | Pro Lissone      | definitivo |
| A        | Carlo Rossi      | Acciaierie Falck | definitivo |